# Tabanus iber
Tabanus iber är en tvåvingeart som beskrevs av Peus 1980. Tabanus iber ingår i släktet Tabanus och familjen bromsar.
Artens utbredningsområde är Spanien. Inga underarter finns listade i Catalogue of Life.